# Скорочені назви книг Біблії
Єдиного списку скорочених назв книг Біблії не існує, хоча багато списків скорочень здебільшого можуть збігатися. При написанні посилання на текст Біблії спочатку вказується скорочена назва книги, потім номер глави та номери віршів.
Посилання на текст з Біблії зазвичай виглядає так:
- Ів. 3:16, де «Ів.» - Назва книги, 3 - номер глави, 16 - номер вірша.
- Ів. 3:16-18 (Книга. Глава: з цього [—] по цей вірш)
- Ів. 3:16-18, 21, 34-36 (Книга. Глава: з цього [—] по цей вірш, цей вірш, з цього [—] по цей вірш)
- Мт. 5-6 (Книга. З цієї [—] по цей розділ). Можливий і зрозуміліший варіант: Матв., розділ 5-6.
- Юд. 6 (Для книги в якій лише один розділ, може вказуватися для стислості лише номер вірша у даному випадку — шостий). Для зрозумілості можна назвати і номер глави: Юд. 1:6.

## Скорочення назв
Скорочення можуть включати лише назву книги, або також і тип книги. Скорочення можуть бути утворені як шляхом урізання слова так і шляхом вибору основних звуків.
Електронні видання Біблії використовують внутрішні скорочення. Деякі із цих схем скорочень стандартизовані. До них відносяться OSIS и ParaTExt USFM .
Нижче перераховані прийняті скорочення назв книг Біблії (розташовані в порядку їх знаходження в Біблії):

### Канонічні книги

#### Старий Завіт(Танах)

##### П'ятикнижжя Мойсеєво (Тора)
- 1 М. (або Бут) — Перша книга Мойсеєва: Буття
- 2 М. (або Вих) — Друга книга Мойсеєва: Вихід
- 3 М. (або Лев) - Третя книга Мойсеєва: Левит
- 4 М. (або Чис, Числ) — Четверта книга Мойсеєва: Числа (або Чисел)
- 5 М. (або Втор, Повт) — П'ята книга Мойсеєва: Повторення Закону (або Второзаконня)

##### Книги історичні
- Єг. (або Нв., Нав., ІсНав., Йош.) — Книга Ісуса Навина (Книга Єгошуї)
- Суд. (Сд., Суддів) — Книга Суддів
- Рут. (Руф) — Книга Рут (або Руфі)
- 1 Сам. (I Сам., 1Цар., 1-я Цар., 1Ц.) — Перша книга Самуїла (або Перша книга царств)
- 2 Сам. (II Сам., 2Цар., 2-я Цар., 2Ц.) — Друга книга Самуїла (або Друга книга царств)
- 1 Цар. (I Цар., 3Цар., 3-я Цар., 3Ц.) — Перша книга царів (або Третя книга царств)
- 2 Цар. (II Цар., 4Цар., 4-я Цар., 4Ц.) — Друга книга царів (або Четверта книга царств)
- 1 Хр. (1Х. ,1Пар., 1-я Пар., I Хр., I Хрон., 1Літ.) — Перша книга хронік (рос. Паралипоменон, Перша Літописів)
- 2 Хр. (2Х., 2Пар., 2-я Пар., II Хр., II Хрон., 2Лет.) — Друга книга хронік (рос. 2-я Паралипоменон, Друга Літописів)
- Езд. (Ез., 1Езд.) — Книга Ез(д)ри (або 1-а Ез(д)ри)
- Неем. (Нм.) — Книга Неемії (Нехемиї) (або 2-а Ез(д)ри)
- Ест. (Ес., Єс., Єсф.) — Книга Естер (або Єсфи́рі)

##### Книги навчальні, поетичні
- Йов. — Книга Йова
- Пс. — Книга Псалмів
- Пр. - Книга приповістей Соломонових
- Екл. - Книга Екклезіаста (або Проповідника)
- Пісн. - Пісня над піснями.

##### Книги пророцькі
а. Книги великих пророків
- Іс. - Книга пророка Ісаї.
- Єр. - Книга пророка Єремії.
- Плач. - Плач Єремії.
- Єз. - Книга пророка Єзекіїля

б. Книга малих пророків
- Дан. - Книга пророка Даниїла
- Ос. - Книга пророка Осії
- Йоіл. - Книга пророка Йоіла
- Ам. - Книга пророка Амоса
- Овд. - Книга пророка Овдія
- Йона - Книга пророка Йони
- Мих. - Книга пророка Михея
- Наум - Книга пророка Наума
- Ав. - Книга пророка Авакума
- Соф. - Книга пророка Софонії
- Ог. - Книга пророка Огія
- Зах. - Книга пророка Захарії
- Мал. - Книга пророка Малахії

## Новий Заповіт

#### Чотириєвангелія
- Мт. - Благовістування (святого) Матвія
- Мр. - Благовістування (святого) Марка
- Лк. - Благовістування (святого) Луки
- Ів. - Благовістування (святого) Івана

Книга історична
Дії - Дії святих апостолів

#### Соборні послання
- Як. - Соборне послання (святого апостола) Якова
- 1 Петр. - Перше соборне послання (святого апостола) Петра
- 2 Петр. - Друге соборне послання (святого апостола) Петра
- 1 Ів. - Перше соборне послання (святого апостола) Івана
- 2 Ів. - Друге соборне послання (святого апостола) Івана
- 3 Ів. - Третє соборне послання (святого апостола) Івана
- Юд. - Соборне послання (святого апостола) Юди

#### Послання св. апостола Павла
- Рим. - Послання Павла римлянам
- 1 Кор. - Перше послання Павла коринтянамКоринт (Греція)
- 2Кор. - Друге послання Павла коринтянам Коринт (Греція)
- Гал. - Послання Павла галатам провінція Галатія
- Еф. - Послання Павла ефесянам Ефес
- Філ. - Послання Павла філіппійцям Філіппи
- Кол. - Послання Павла колосянамКолоси
- 1 Сол. - Перше послання Павла солунянам (рос. Фессалоники́йцам)
- 2 Сол. - Друге послання апостола Павла солунянамСало́ніки (Фессалоні́ки, Тессалонíки, Солунь)
- 1 Тим. - Перше послання апостола Павла Тимофієві
- 2 Тим. - Друге послання апостола Павла Тимофієві
- Тит. - Послання апостола Павла Титові/Титу
- Филим. - Послання апостола Павла Филимону/Филимонові
- Євр. - Послання євреям

Пророча книга
Апок./Об./Одкр. - Апокаліпсис/Об'явлення/Одкровення св. Івана Богослова

## Відмінності, розбіжності між різними виданнями Біблії
Деякі книги мають різну назву у різних виданнях Біблії. Так, перші дві книги Царств у деяких виданнях представлені як перші дві книги Самуїла, а третя та четверта книги царств у тих же виданнях представлені як перша та друга книги Царів. При скороченні різниці між назвами «Царств» і «Царів» зникають, тому розрізняють їх за нумерацією — арабською (для книг Царств) або римською (для книг Царів).
Подібні розбіжності є не тільки у назві книжок, а й у нумерації розділів і віршів. Найбільш помітними є різночитання в нумерації Псалмів, проте нумерація може не співпадати і в інших книгах Біблії. Іноді не збігаються поділи розділів, так що один або кілька віршів можуть бути закінченням глави, в іншій починають наступну (у якій через це зсувається нумерація віршів). 
До цього слід додати текстологічні проблеми, наприклад, фрагмент Рим. 14:24-26 синодального перекладу Біблії (rus) відповідає Рим. 16:25-27, що спираються на стародавні рукописи, де ці слова закінчували всі послання.
|  | 24 Благодать Господа нашего Иисуса Христа со всеми вами. Аминь. Оригінальний текст (укр.) [24 Благодать Господа нашого Ісуса Христа нехай буде зо всіма вами! Амінь. 25 А Тому, хто може поставити вас міцно згідно з моєю Євангелією й проповіддю Ісуса Христа, за об'явленням таємниці, що від вічних часів була замовчана, 26 а тепер виявлена, і через пророцькі писання, з наказу вічного Бога, на послух вірі по всіх народах провіщена, 27 єдиному мудрому Богові, через Ісуса Христа, слава навіки! Амінь.] Помилка: [undefined] Помилка: {{Lang}}: немає тексту (допомога): невпізнаний код мови: ua (допомога) |

## Вказівка місця у книзі
У старих виданнях було прийнято позначати номери глав римськими цифрами, а номери віршів арабськими. Зважаючи на те, що римське числення вже не всім зрозуміле, особливо коли число перевищує 20 або 40, зараз усі числові посилання номеруються арабськими цифрами. При цьому вже давно сформувалася певна стандартизація у поділі розділів та віршів у написанні. Розрізняються західне та східне написання. 
- Західний стандарт: після номера глави ставиться кома і поділяє послідовні номери віршів крапками. Наприклад, Пс 118,2.5-7.9 означає посилання на сто вісімнадцятий псалом і вірші другий, з п'ятого по сьомий і дев'ятий.
- Східний стандарт: ставиться після номера розділу двокрапка, а номери віршів розділяються комами. Той самий приклад у східному написанні буде виглядати так Пс. 118:2,5—7,9.

У східному стандарті частіше використовують крапку в скороченні назви книги, тоді як в західному стандарті частіше упускається.
- Зазвичай кілька посилань поділяються крапкою з комою; Якщо посилання наводяться з однієї книги, то при повторенні назва книги не наводиться. Наприклад, Пс. 58:2; 118:5 означає посилання на два тексти в різних розділах Псалтиря, хоча можна було б написати: Пс. 58:2; Пс. 118:5.
- При переліку послідовних віршів перший і останній номер у переліку поділяються тире (без прогалин), наприклад: Пс. 118:3-5. (При цьому, якщо послідовність мінімально коротка та складається лише з двох віршів, то використовується не тире, а кома: Пс. 118:3,4).
- Іноді буває необхідно вказати послідовність віршів, яка починається в одному розділі, а закінчується в іншому. У такому разі використовується тире без пробілів. Наприклад, Мт. 5:3—7:27 означає уривок тексту, що починається третім віршем п'ятого розділу і закінчується двадцять сьомим віршем сьомого розділу благовістування святого апостола Матвія.
- У посиланні після назви книги немає пробілів перед розділовими знаками.
- Якщо потрібно вказати лише послідовність розділів без віршів, також використовується тире або кома з пробілом: Пс. 46, 48, 50-60, 63. Тут пробіл після коми потрібен для того, щоб це написання не сплутати із західним написанням, де розділ і вірш розділяються комою; так, Пс. 4,6 у західному написанні не те саме, що Пс. 4, 6 у східному написанні, тому що в першому випадку вказано шостий вірш четвертого псалма, а в другому випадку названо четвертий і шостий псалми.